# Nanny Island
Nanny  Island (auch: Henry Island) ist eine winzige Insel in der Nonsuch Bay vor der Ostküste der Karibikinsel Antigua des Staates Antigua und Barbuda.

## Lage und Landschaft
Nanny Island liegt vor der Südküste der Nonsuch Bay bei Pig Point. Verwaltungsmäßig gehört sie zum Parish Saint Philip.